# Bekarda białosterna
Bekarda białosterna (Tityra leucura) – gatunek średniej wielkości ptaka z rodziny bekardowatych (Tityridae). Występuje w zachodniej Brazylii. Znany z obserwacji z 2006 z południowo-wschodnim stanie Amazonas, przy granicy ze stanem Rondônia, na którego północy w 1829 pozyskano jeden okaz. Holotyp znajduje się w Muzeum Historii Naturalnej w Wiedniu. Ponownie odkryty po 177 latach gatunek nie jest jeszcze powszechnie zaakceptowany. Ma status niedostateczne dane (DD, Data Deficient).

## Taksonomia
Po raz pierwszy gatunek opisał August von Pelzeln w 1868. Holotyp pochodził z Salto do Girao, czyli Jirau, u wybrzeża rzeki Madeira na północy brazylijskiego stanu Rondônia przy granicy z Amazonas (9°20′00″S 64°43′00″W/-9,333333 -64,716667). Pozyskał go Johann Natterer w październiku 1829. Został przekazany do Muzeum Historii Naturalnej w Wiedniu. Autor nadał nowemu gatunkowi nazwę Tityra (Erator) leucura.
Status gatunku jest sporny. Poza odkryciem gatunku jedyne stwierdzenie to obserwacja z 2006 roku. Obecnie (2021) Międzynarodowy Komitet Ornitologiczny nie uznaje bekardy białosternej za osobny gatunek, wymienia ją obok bekardy czarnogłowej (Tityra inquisitor). Autorzy HBW (2004) początkowo uczynili podobnie. Bekardę białosterną uznano za formę pośrednią między T. i. albitorques a T. i. pelzelni, których obszary występowania zdają się nachodzić w miejscu typowym T. leucura, a holotyp za nietypowo upierzonego osobnika w szacie bliskiej ostatecznej (subadultus). Została jednak wymieniona jako gatunek w 2016 na liście tworzonej przy współpracy z BirdLife International. Nie wiadomo, jak miałby powstać mieszaniec podgatunków bekardy czarnogłowej z białym ogonem, ponieważ u przedstawicieli ich obydwu sterówki są czarno-białe. Na Kompletnej liście ptaków świata (2021) bekarda białosterna ma status odrębnego gatunku.

## Morfologia
Długość ciała holotypu wynosi niecałe 18 cm, długość skrzydła – 102 mm, ogona – 65 mm (o 19 lat starsze źródło zawiera inne wartości, odpowiednio 101 mm i 63 mm), górnej krawędzi dzioba – 14,6 mm, skoku – niecałe 15 mm.
Holotyp miał być młodym samcem w trakcie pierzenia do szaty ostatecznej. Ma białe policzki i okolice pokryw usznych. Wierzch ciała i górna część piersi są szare, znacznie wyraźniej niż u bekardy czarnogłowej. Brak czarnego paska przedkońcowego na sterówkach. Są jasnoszare z około dwucentymetrowymi białymi paskami na początku chorągiewek wewnętrznych. Na końcu obecny szeroki biały pasek, nie kontrastuje ostro z resztą ogona. Carl Eduard Hellmayr uważał, że w procesie wzrostu pióra w komórkach brakowało melaniny. Ocenił też dziób jako niewykształcony w pełni – pod względem długości osiągnął jedynie około ⅓ rozmiaru właściwego dla blisko spokrewnionych bekard. Whittaker, który obserwował bekardę białosterną w 2006 potwierdził, że ta prócz białego ogona wydawała się mieć mniejszy dziób, przywodzący na myśl bekardziki Pachyramphus. Tęczówkę miała ciemnobrązową lub czarną.

## Zasięg występowania, ekologia i zachowanie
Miejsce typowe położone jest około 120 km na południowy zachód od Porto Velho, stolicy stanu Rondônia. Obserwacje z kwietnia 2006 pochodzą z oddalonych o około 420 km terenów w południowo-wschodnim stanie Amazonas, z wilgotnych lasów terra firme (8°29′00″S 60°57′00″W/-8,483333 -60,950000).

## Status i zagrożenia
IUCN nadaje bekardzie białosternej status niedostateczne dane (DD, Data Deficient) od 2016 roku (stan w 2021). BirdLife International uznaje trend liczebności populacji za niemożliwy do określenia.